# Helmer Pedersen
Helmer Orla Leif Pedersen (28 de marzo de 1930-24 de agosto de 1987) fue un deportista neozelandés que compitió en vela en la clase Flying Dutchman. Participó en los Juegos Olímpicos de Tokio 1964, obteniendo una medalla de oro en la clase Flying Dutchman.

## Palmarés internacional
| Juegos Olímpicos | Juegos Olímpicos | Juegos Olímpicos | Juegos Olímpicos |
| Año              | Lugar            | Medalla          | Clase            |
| ---------------- | ---------------- | ---------------- | ---------------- |
| 1964             | Tokio (Japón)    | Medalla de oro   | Flying Dutchman  |